# Ostrov Konstantin
Ostrov Konstantin är en ö i Kazakstan. Den ligger i den västra delen av landet, 1 100 km sydväst om huvudstaden Astana.